# Yarisley Silva
Yarisley Silva Rodríguez (Pinar del Río, 1 juni 1987) is een Cubaanse atlete, die is gespecialiseerd in het polsstokhoogspringen. Ze vertegenwoordigde haar vaderland viermaal op de Olympische Spelen en veroverde bij die gelegenheden eenmaal een zilveren medaille.

## Carrière

### Start atletiekloopbaan
Yarisley Silva is geboren in Pinar del Río en ging op twaalfjarige leeftijd aan polsstokhoogspringen doen. Veel familieleden van haar deden aan atletiek. Zo was haar moeder een speerwerpster. Op zestienjarige leeftijd won ze zilver bij de Cubaanse kampioenschappen en in 2003 won ze de Barrientos Memorial. In 2004 sprong ze voor het eerst over vier meter, hetgeen een Centraal Amerikaans en Caribisch jeugdrecord was. Tijdens een volgende deelname aan de Barrientos Memorial verbeterde ze dit verder tot 4,10 m.
In 2004 won Silva voor de eerste keer de nationale titel. Ze behaalde haar eerste zilveren medaille tijdens de Centraal-Amerikaanse en Caribische Spelen van 2006 in Cartagena, waar zij bij het polsstokhoogspringen tot een hoogte van 3,95 kwam. Bij de wereldkampioenschappen voor junioren in 2006 kwam ze niet tot een hoogte, omdat haar polsstokken niet op tijd voor de wedstrijd afgeleverd werden.

### Eerste internationale goud
Op de Pan-Amerikaanse Spelen van 2007 in Rio de Janeiro veroverde de Cubaanse het brons, maar toen sprong zij met 4,30 al dik over de vier meter. Een jaar later maakte Silva haar olympisch debuut tijdens de Olympische Spelen in Peking, maar ze werd er uitgeschakeld in de kwalificaties.
In Havana nam Silva deel aan de Centraal-Amerikaanse en Caribische kampioenschappen van 2009 en voor het eerst legde ze beslag op de gouden medaille. 
Op de wereldkampioenschappen van 2011 in Daegu eindigde de Cubaanse op de vijfde plaats. De door haar gesprongen hoogte van 4,70 was een nationaal record. Een maand later verbeterde zij tijdens de Pan-Amerikaanse Spelen van 2011 in Guadalajara dat record alweer naar 4,75 en sleepte ze er de tweede gouden medaille van haar carrière mee in de wacht. 

### Zilver op OS 2012
In 2012 nam Yarisley Silva eerst deel aan de wereldindoorkampioenschappen in Istanboel, waar ze op de zevende plaats eindigde. Vervolgens was zij later dat jaar present op de Olympische Spelen in Londen, waar de Cubaanse het zilver veroverde met een sprong over 4,75, een evenaring van haar eigen nationale record. Diezelfde hoogte haalde winnares Jennifer Suhr uiteindelijk ook, maar die deed dat met één foutsprong minder op haar conto. 

### Tweemaal wereldkampioene
Bij de WK indoor van 2014 in het Poolse Sopot sprong ze 4,70, hetgeen goed was voor goud. Op de WK in Peking veroverde ze een jaar later ook de outdoor-wereldtitel bij het polsstokhoogspringen. Met een beste poging van 4,90 versloeg ze de Braziliaanse Fabiana Murer (zilver; 4,85) en Griekse Nikoleta Kyriakopoulou (brons; 4,80).
Op de Olympische Spelen van 2016 in Rio de Janeiro behaalde ze een zevende plaats met een beste poging van 4,60.

## Titels
- Wereldkampioene polsstokhoogspringen - 2015
- Wereldindoorkampioene polsstokhoogspringen - 2014
- Pan-Amerikaanse Spelen kampioene polsstokhoogspringen - 2011, 2015, 2019
- Centraal-Amerikaanse en Caribische Spelen kampioene polsstokhoogspringen - 2014, 2018
- Centraal-Amerikaans en Caribisch kampioene polsstokhoogspringen - 2009
- Cubaans kampioene polsstokhoogspringen - 2004, 2006, 2007, 2012, 2013, 2015, 2017, 2019

## Persoonlijke records
Outdoor
| Onderdeel            | Hoogte      | Datum           | Plaats |
| -------------------- | ----------- | --------------- | ------ |
| polsstokhoogspringen | 4,91 m (NR) | 2 augustus 2015 | Beckum |

Indoor
| Onderdeel            | Hoogte      | Datum         | Plaats     |
| -------------------- | ----------- | ------------- | ---------- |
| polsstokhoogspringen | 4,82 m (NR) | 24 april 2013 | Des Moines |

## Palmares

### polsstokhoogspringen
Kampioenschappen
- 2004:  Cubaanse kamp. - 3,80 m
- 2006:  Cubaanse kamp. - 4,10 m
- 2006:  Centraal-Amerikaanse en Caribische Spelen - 3,95 m
- 2007:  Cubaanse kamp. - 4,00 m
- 2007:  Pan-Amerikaanse Spelen - 4,30 m
- 2008: 27e OS - 4,15 m
- 2009:  Centraal-Amerikaanse en Caribische kamp. - 4,40 m
- 2011: 5e WK - 4,70 m
- 2011:  Pan-Amerikaanse Spelen - 4,75 m
- 2012: 7e WK indoor - 4,55 m
- 2012:  Cubaanse kamp. - 4,40 m
- 2012:  OS - 4,75 m
- 2013:  Cubaanse kamp. - 4,81 m
- 2013:  WK - 4,82 m
- 2014:  WK indoor - 4,70 m
- 2014:  Centraal-Amerikaanse en Caribische Spelen - 4,60 m
- 2015:  Cubaanse kamp. - 4,50 m
- 2015:  Pan-Amerikaanse Spelen - 4,85 m
- 2015:  WK - 4,90 m
- 2016: 7e OS - 4,60 m
- 2017:  Cubaanse kamp. - 4,40 m
- 2017:  WK - 4,65 m
- 2018:  Centraal-Amerikaanse en Caribische Spelen - 4,70 m
- 2018:  NACAC-kamp. - 4,70 m
- 2019:  Cubaanse kamp. - 4,56 m
- 2019:  Pan-Amerikaanse Spelen - 4,75 m
- 2021: 8e OS - 4,50 m

Diamond League zeges
- 2012: DN Galan - 4,70 m
- 2013: Sainsbury’s Grand Prix – 4,73 m
- 2013: London Grand Prix – 4,83 m
- 2014: Golden Gala – 4,70 m
- 2015: DN Galan - 4,81 m
- 2016: Birmingham Grand Prix - 4,84 m
- 2017: Bislett Games - 4,81 m

1999 Stacy Dragila · 
2001 Stacy Dragila · 
2003 Svetlana Feofanova · 
2005 Jelena Isinbajeva ·
2007 Jelena Isinbajeva ·
2009 Anna Rogowska ·
2011 Fabiana Murer ·
2013 Jelena Isinbajeva ·
2015 Yarisley Silva ·
2017 Ekaterini Stefanidi ·
2019 Anzjelika Sidorova ·
2022 Katie Nageotte ·
2023 Nina Kennedy & Katie Moon